# السليمات (مسورة)

تعديل مصدري - تعديل

السليمات هي إحدى قرى عزلة شعيان بمديرية مسورة التابعة لمحافظة البيضاء، بلغ تعداد سكانها 50 نسمة حسب تعداد اليمن لعام 2004.